# Птероидихты
Птероидихты (лат. Pteroidichthys) — род морских лучепёрых рыб из семейства скорпеновых отряда скорпенообразных. Представители рода распространены в Индийском и Тихом океанах. Длина тела составляет от 4,1 до 12 см. Плохо плавают, предпочитая держаться ближе ко дну. Это придонные хищные рыбы, поджидающие свою добычу в засаде.

## Классификация
На ноябрь 2018 года в род включают 4 вида:
- Pteroidichthys acutus Motomura & Kanade, 2015
- Pteroidichthys amboinensis Bleeker, 1856 — Амбоинский птероидихт[1]
- Pteroidichthys caussei Motomura & Kanade, 2015
- Pteroidichthys noronhai (Fowler, 1938)